# Hahnia nobilis
Hahnia nobilis är en spindelart som beskrevs av Brent D. Opell och Joseph A. Beatty 1976. Hahnia nobilis ingår i släktet Hahnia och familjen panflöjtsspindlar. Inga underarter finns listade i Catalogue of Life.